# Alexandra Burke-diszkográfia
Alexandra Burke brit énekesnő diszkográfiája két stúdióalbumból, nyolc kislemezből, valamint kettőből közreműködő előadóként, továbbá kilenc videóklipből tevődik össze. Valamennyi a Sony BMG és Syco Music kiadók gondozásában került kiadásra.
Alexandra 2008-ban jelent meg a The X Factor ötödik évadjában, melyet december 12-én meg is nyert. A verseny során duettezett Beyoncé Knowles énekesnővel (a Listen című dalt énekelték el). Ezután kiadta debütáló, Hallelujah című dalát, mely első lett az ír és brit kislemezlistán. Rendkívül sikeres lett Európa-szerte, a karácsonyi brit listámn is első helyezett lett 2008-ban. 2009 januárjára első női brit előadóként egymillió példány került eladásra dalából. Max and Dania rendezte az ehhez tartozó videóklipet.
2009 végén kiadta Bad Boys című dalát, melyen Flo Rida is közreműködött. Ezt az X Factor hatodik évadjának első adásában énekelte el. Az R&B stílusú dal nem csak az Egyesült Királyságban és Írországban, hanem a világ több pontján is rendkívül sikeres lett. Platina minősítést és BRIT Award jelölést is kapott. Az Egyesült Királyságban a 18. legletöltöttebb dal lett.
2009 októberében adta ki debütáló, Overcome című albumát. A brit albumlistán első helyen debütált 132 065 eladott példány után. 
A negyedik legkeresettebb lemez volt első hetében, olyan előadók hagyták el, mint Susan Boyle, Lily Allen és Leona Lewis. 60 hetet töltött a lemez a listán, dupla platina minősítést elérve. Ezután a Broken Heels és All Night Long jelentek meg kislemezként. Utóbbi platina minősítést és BRIT Award jelölést kapott 2010-ben. A Start Without You 2010 nyarán, a The Silence év végén jelent meg.
2011-ben elkezdett dolgozni Heartbreak on Hold című albumán, mely 2012. június 4-én jelent meg. Március 11-én jelent meg az első kislemez, az Elephant az albumról az RCA Records gondozásában. A dal harmadik lett az Egyesült Királyságban. Ezt a Let It Go követte, mely csak 18. helyig jutott el a listán. 2012. december 23-án jelent meg Christmas Gift című középlemeze.

## Albumok

### Stúdióalbumok
| Overcome                                                    | - Megjelent: 2009. október 19. - Kiadó: Syco, Epic - Formátumok: CD, digitális letöltés | 1  | 54 | 73 | 60 | 2  | 61 | 1  | 54 | - UK: Platina - IRE: 2× Platina |
| Heartbreak on Hold                                          | - Megjelent: 2012. június 4. - Kiadó: Epic, RCA - Formátumok: CD, digitális letöltés    | 18 | —  | —  | —  | 27 | —  | 20 | —  |                                 |
| "—" nem szerepelt listán, vagy nem jelent meg az országban. |                                                                                         |    |    |    |    |    |    |    |    |                                 |

### Középlemezek
| Album          | Album adatai                                                                |
| -------------- | --------------------------------------------------------------------------- |
| Christmas Gift | - Megjelent: 2012. december 23. - Kiadó: RCA - Formátum: digitális letöltés |

## Kislemezek
| Dal                                                         | Év   | Legjobb helyezések | Legjobb helyezések | Legjobb helyezések | Legjobb helyezések | Legjobb helyezések | Legjobb helyezések | Legjobb helyezések | Legjobb helyezések | Legjobb helyezések | Legjobb helyezések | Minősítések                  | Album              |
| Dal                                                         | Év   | UK                 | AUS                | AUT                | BEL                | GER                | IRE                | NLD                | SCO                | SWE                | SWI                | Minősítések                  | Album              |
| ----------------------------------------------------------- | ---- | ------------------ | ------------------ | ------------------ | ------------------ | ------------------ | ------------------ | ------------------ | ------------------ | ------------------ | ------------------ | ---------------------------- | ------------------ |
| Hallelujah                                                  | 2008 | 1                  | —                  | 53                 | —                  | —                  | 1                  | —                  | 1                  | —                  | —                  | - UK: Platina                | Overcome           |
| Bad Boys (közreműködik Flo Rida)                            | 2009 | 1                  | —                  | 22                 | 12                 | 14                 | 1                  | 8                  | 1                  | 6                  | 12                 | - UK: Platina - SWE: Platina | Overcome           |
| Broken Heels                                                | 2010 | 8                  | —                  | —                  | —                  | —                  | 5                  | —                  | 3                  | —                  | —                  |                              | Overcome           |
| All Night Long (közreműködik Pitbull)                       | 2010 | 4                  | 48                 | —                  | 7                  | 60                 | 1                  | 24                 | 3                  | 57                 | 60                 |                              | Overcome           |
| Start Without You (közreműködik Laza Morgan)                | 2010 | 1                  | —                  | —                  | 10                 | —                  | 5                  | 77                 | 1                  | —                  | —                  |                              | Overcome           |
| The Silence                                                 | 2010 | 16                 | —                  | —                  | 66                 | —                  | 30                 | —                  | 10                 | —                  | 66                 |                              | Overcome           |
| Elephant (közreműködik Erick Morillo)                       | 2012 | 3                  | —                  | —                  | 43                 | —                  | 7                  | —                  | 2                  | —                  | —                  |                              | Heartbreak on Hold |
| Let It Go                                                   | 2012 | 33                 | —                  | —                  | —                  | —                  | 41                 | —                  | 27                 | —                  | —                  |                              | Heartbreak on Hold |
| "—" nem szerepelt listán, vagy nem jelent meg az országban. |      |                    |                    |                    |                    |                    |                    |                    |                    |                    |                    |                              |                    |

### Közreműködő előadóként
| Hero (az X Factor ötödik évadának döntőseivel)              | 2008 | 1 | —  | —  | 1 | —  | —  | - UK: 2× Platina | Jótékonysági kislemezek |
| Everybody Hurts (Helping Haiti)                             | 2010 | 1 | 23 | 16 | 1 | 21 | 16 |                  | Jótékonysági kislemezek |
| "—" nem szerepelt listán, vagy nem jelent meg az országban. |      |   |    |    |   |    |    |                  |                         |